# کاره‌پان
کاره‌پان (به ژاپنی: カレーパン karē pan) یا نان کاری، یکی از انواع نان در کشور ژاپن است. ظاهر این نان به پیراشکی شباهت دارد و از کاری ژاپنی به عنوان پرکنندهٔ داخل نان استفاده می‌شود. روش روغن‌پزی عمیق و تنوری کردن نیز برای پخت نان بکار می‌رود. 